# Боярышник Беккера
Боярышник Беккера (лат. Crataegus beckeriana) — кустарник или небольшое дерево, вид рода Боярышник (Crataegus) семейства Розовые (Rosaceae).

## Распространение и экология
В природе ареал вида охватывает нижнее течение Дона и Волги, Предкавказье (Таманский полуостров) и Дагестан. Эндемик. Описан из Сарепта-на-Волге.
Произрастает по склонам гор, высоких речных берегов, балок, барханов, в кустарниках.

## Ботаническое описание
Ветви тёмно-бурые, серовато-бурые, с пятнами серой лупящейся кожицы; молодые побеги голые или слегка волосистые, красно-бурые или вишневые. Колючки длиной 10—15 мм, крепкие, облиственные, пазушные — безлистные.
Листья сверху тёмно-зелёные, снизу более светлые. На цветущих побегах нижние листья клиновидные, трёхлопастные; верхние в очертании яйцевидные, длиной и шириной до 3—3,5 см, глубоко рассечённые на 5—7 лопастей; доли острые или заострённые, от середины неровно-пильчатые, нижняя иногда с одним глубоким надрезом. Листья стерильных побегов сильно варьируют от почти 7—9-рассечённых, с острыми глубоко-надрезанными лопастями, до глубоко-раздельных с широкими, даже туповатыми, крупно-зубчатыми лопастями.
Соцветия диаметром 3—5 см; цветки диаметром около 15 мм; чашелистики длинно-остроконечные, равные гипантию.
Плоды широко-эллипсоидальные, диаметром 8—10 мм, пурпурно-чёрные, с 1—2 косточками.
Цветение в мае. Плодоношение в сентябре.

## Таксономия
Вид Боярышник Беккера входит в род Боярышник (Crataegus) трибы Pyreae подсемейства Спирейные (Spiraeoideae) семейства Розовые (Rosaceae) порядка Розоцветные (Rosales).
|  |                                      |  |                                                              |                                                              |                   |  | ещё 8 семейств (согласно Системе APG III) | ещё 8 семейств (согласно Системе APG III)    |                                              |  |  |  | ещё 7 триб (согласно Системе APG III)         | ещё 7 триб (согласно Системе APG III)         |  |  |  |  | ещё от 200 до 300 видов | ещё от 200 до 300 видов |
|  |                                      |  |                                                              |                                                              |                   |  | ещё 8 семейств (согласно Системе APG III) | ещё 8 семейств (согласно Системе APG III)    |                                              |  |  |  | ещё 7 триб (согласно Системе APG III)         | ещё 7 триб (согласно Системе APG III)         |  |  |  |  | ещё от 200 до 300 видов | ещё от 200 до 300 видов |
|  |                                      |  |                                                              | порядок Розоцветные                                          |                   |  |                                           |                                              | подсемейство Спирейные                       |  |  |  |                                               | род Боярышник                                 |  |  |  |  |                         |                         |
|  |                                      |  |                                                              | порядок Розоцветные                                          |                   |  |                                           |                                              | подсемейство Спирейные                       |  |  |  |                                               | род Боярышник                                 |  |  |  |  |                         |                         |
|  | отдел Цветковые, или Покрытосеменные |  |                                                              |                                                              | семейство Розовые |  |                                           |                                              | триба Pyreae                                 |  |  |  | вид Боярышник Беккера                         |                                               |  |  |  |  |                         |                         |
|  | отдел Цветковые, или Покрытосеменные |  |                                                              |                                                              |                   |  |                                           |                                              |                                              |  |  |  |                                               |                                               |  |  |  |  |                         |                         |
|  |                                      |  | ещё 44 порядка цветковых растений (согласно Системе APG III) | ещё 44 порядка цветковых растений (согласно Системе APG III) |                   |  |                                           | ещё 8 подсемейств (согласно Системе APG III) | ещё 8 подсемейств (согласно Системе APG III) |  |  |  | ещё около 60 родов (согласно Системе APG III) | ещё около 60 родов (согласно Системе APG III) |  |  |  |  |                         |                         |
|  |                                      |  |                                                              | ещё 44 порядка цветковых растений (согласно Системе APG III) |                   |  |                                           |                                              | ещё 8 подсемейств (согласно Системе APG III) |  |  |  |                                               | ещё около 60 родов (согласно Системе APG III) |  |  |  |  |                         |                         |